# Oscar și Tanti Roz
Oscar și Tanti Roz (în franceză Oscar et la Dame rose) este un roman scris de Éric-Emmanuel Schmitt care a devenit cel mai citit roman al autorului. Succesul acestei nuvele l-a încurajat pe autor să adapteze conținutul pentru teatru cât și pentru marele ecran.

## Rezumat
Oscar este un tânăr de doar 10 ani care  trăiește într-un spital din cauza unei boli grave. După ce ascultă din greșeală o discuție dintre părinții și doctorul său, Oscar află ceea ce nimeni nu avea curajul să îi spună: că este bolnav de leucemie și că mai are doar câteva săptămâni de trăit. Furios, Oscar refuză să mai vorbească cu cei din jurul său, cu excepția lui Tanti Roz, o infirmiera bătrână voluntară cu un trecut exotic, care câștigă încrederea băiatului surprinzându-l mereu cu povești moderne, care sunt adevărate istorisiri de viața în care nici binele dar nici răul nu câștigă, îi prezintă toți copiii din spital și îi sugerează să îi scrie scrisori lui Dumnezeu pentru a se simți mai puțin singur.
Tanti Roz îi sugerează copilului ideea de a trăi fiecare zi de parcă ar fi zece ani și dorește să îl învețe să îi scrie lui Dumnezeu pentru a nu se simți atât de singur. Tanti Roz a ajuns să fie cea mai apropiată de copil, fiind pentru acesta un adevărat ghid într-o viață trăită mult prea repede. Tânărul Oscar parcurge itinerarul fiecărei vârste cu multă emoție, lacrimi și bucurii.
Tânărul Oscar ajunge să-și trăiască adolescența alături de prietenii din spital, să-și întâlnească prima iubire cu care se și căsătorește, să piardă iubirea care i-a oferit atâta entuziasm și euforie, iar în cele din urmă sa regăsească dragostea la apusul unei vieți ca o lumânare care arde la ambele capete.

## Citate
„Boala face parte din mine. De ce trebuie să se poarte altfel numai fiindcă sunt bolnav? Nu știu să iubească decât un Oscar sănătos?„
„Nu mai fiți așa încordat, domnule doctor, ce naiba, nu vă mai dați atâta importanță, altminteri nu veți putea continua multă vreme meseria asta. Uitați-vă numai un pic ce mutră faceți!„
„…se face aceeași greșeală și în ceea ce privește viața. Uităm că este fragilă, gingașă, efemeră. Ne comportăm cu toții de parcă-am fi nemuritori„
„…privește lumea în fiecare zi ca și cum ai vedea-o pentru întâia oară„
"Există două feluri de suferință: cea fizică și cea morală. Suferința fizică o înduri. Pe cea morală ți-o alegi."

## Ecranizare
În 2009 Éric-Emmanuel Schmitt regizează filmul Oscar et la Dame Rose, avându-i ca actori principali pe Michèle Laroque, Amir Ben Abdelmoumen, Amira Casar, Mylène Demongeot, Max von Sydow și muzica lui Michel Legrand.

## Teatru
În România, prima versiune scenică a cărții a fost realizată de Chris Simion, iar spectacolul Oscar și Tanti Roz s-a jucat începând din 6 martie 2010 în sala Toma Caragiu a Teatrului Bulandra.. Actorii distribuiți în această piesă sunt: Oana Pelea, Marius Manole, Antoaneta Cojocaru și Cristina Cassian
Într-un decor realizat de Adina Mastalier, pe muzică de Cranberries și în jocul de lumini creat de Alexandru Darie, se mișcă patru personaje impresionante: Oscar, Tanti Roz, Peggy Blue și Bacon.

## Traduceri în limba română
- Éric-Emmanuel Schmitt, Oscar și Tanti Roz, traducere de Marieva Cătălina Ionescu, Editura Humanitas Fiction, 2012, ISBN: 13 9789736894824